# 施特劳宾-博根县
施特劳宾-博根县（Landkreis Straubing-Bogen）是德国巴伐利亚州的一个县，隶属于下巴伐利亚行政区，首府施特劳宾。

## 華語譯名
由於兩岸對於德國行政區「Landkreis」翻譯的不同，台灣稱為「施特勞宾-博根郡」；中國大陸稱為「施特劳宾-博根县」。

## 地理
施特劳宾-博根县北面与卡姆县，东面与雷根县和代根多夫县，南面与丁戈尔芬-兰道县，西南面与兰茨胡特县，西面与雷根斯堡县相邻。